# میلتون گونسالویس
میلتون گونسالویس (پرتغالی برزیلی: Milton Gonçalves؛ ‏ ۹ دسامبر ۱۹۳۳ – ۳۰ مهٔ ۲۰۲۲) بازیگر و کارگردان تلویزیونی اهل برزیل بود. وی بین سال‌های ۱۹۵۷ تا ۲۰۲۱ میلادی فعالیت می‌کرد. وی برندهٔ جایزهٔ بهترین بازیگر نقش مکمل در جشنواره فیلم گرامادو و همچنین جایزهٔ بهترین بازیگر نقش اصلی مرد در جشنواره فیلم گرامادو شد.
از فیلم‌ها یا برنامه‌های تلویزیونی که وی در آن نقش داشته است، می‌توان به از روح و تن، سه ایتالیایی در ریو، رابین هود، ارکیده وحشی، میمون پنجم، کیک‌بوکسور ۳، چهار روز در سپتامبر، بوسه زن عنکبوتی، کاراندیرو و پله: تولد یک افسانه اشاره کرد.